# Danéens
Ne doit pas être confondu avec Dananéens.
 (septembre 2023).
Si vous disposez d'ouvrages ou d'articles de référence ou si vous connaissez des sites web de qualité traitant du thème abordé ici, merci de compléter l'article en donnant les références utiles à sa vérifiabilité et en les liant à la section « Notes et références ».
« Danéens », « Danaens » ou « Danaéens » (en grec ancien Δαναοί / Danaoí) est un nom fréquemment utilisé dans l’Iliade pour désigner les Achéens. Ce mot signifie littéralement « descendants de Danaos », il désigne donc plus spécialement le peuple grec du Péloponnèse qui vivait en Argolide dans la haute Antiquité ; c'est pourquoi on trouve parfois le synonyme d’« Argiens » (Αργείοι / Argeíoi).
Dans l’Iliade, Homère désigne 138 fois les Achéens sous le nom de « Danaens » ou d'« Argiens ». Dans cette acception ancienne, « Danaens » signifie donc simplement « Grecs ». La plus célèbre utilisation de ce terme est placée par Virgile dans la bouche de Laocoon dans l’Énéide (livre II v.49) : « Timeo Danaos et dona ferentes » (“Je crains les Grecs, même quand ils apportent des cadeaux”), phrase appliquée au Cheval de Troie mais devenue proverbiale dans l'Empire Romain.
Une autre source ancienne semble confirmer cette utilisation du terme comme ethnonyme. Sur une inscription du temple de Médinet Habou, Ramsès III (XIIe siècle av. J.-C.) célèbre une victoire maritime et terrestre sur les Peuples de la mer, coalition d'envahisseurs venus en Égypte depuis le Nord. Le deuxième pylône du temple indique : « Parmi eux se trouvaient comme alliés les Peleset, les Thekker, les Shekelesh, les Denyen et les Weshesh. Ils mirent la main sur tous les pays jusqu’aux lisières de la terre ». L'égyptien ancien s'écrivant sans voyelle, on peut ainsi transcrire Denyen par Danuna (en français on utilise généralement « Dananéens »). Un certain nombre de linguistes considèrent que le nom égyptien de ce peuple transcrirait en fait le grec Δαναοί, et désignerait donc un groupe de Grecs liés aux Peuples de la mer, ce qui est plausible dans la mesure où les migrations doriennes sont souvent liées (étant peut-être la cause, sans preuve définitive) aux migrations des Peuples de la mer.